# N2 (Frankrijk)
De N2 of Route nationale 2 is een nationale weg in Frankrijk. De weg bestaat uit twee delen in Noord-Frankrijk. Het eerste deel loopt van Aulnay-sous-Bois naar de A104, de buitenste ringweg van Parijs, en is 1,5 kilometer lang. Het tweede deel verbindt de agglomeratie van Parijs via Soissons en Laon met de Belgische grens ten noorden van Maubeuge. In België sluit de weg aan op de N6 richting Bergen.

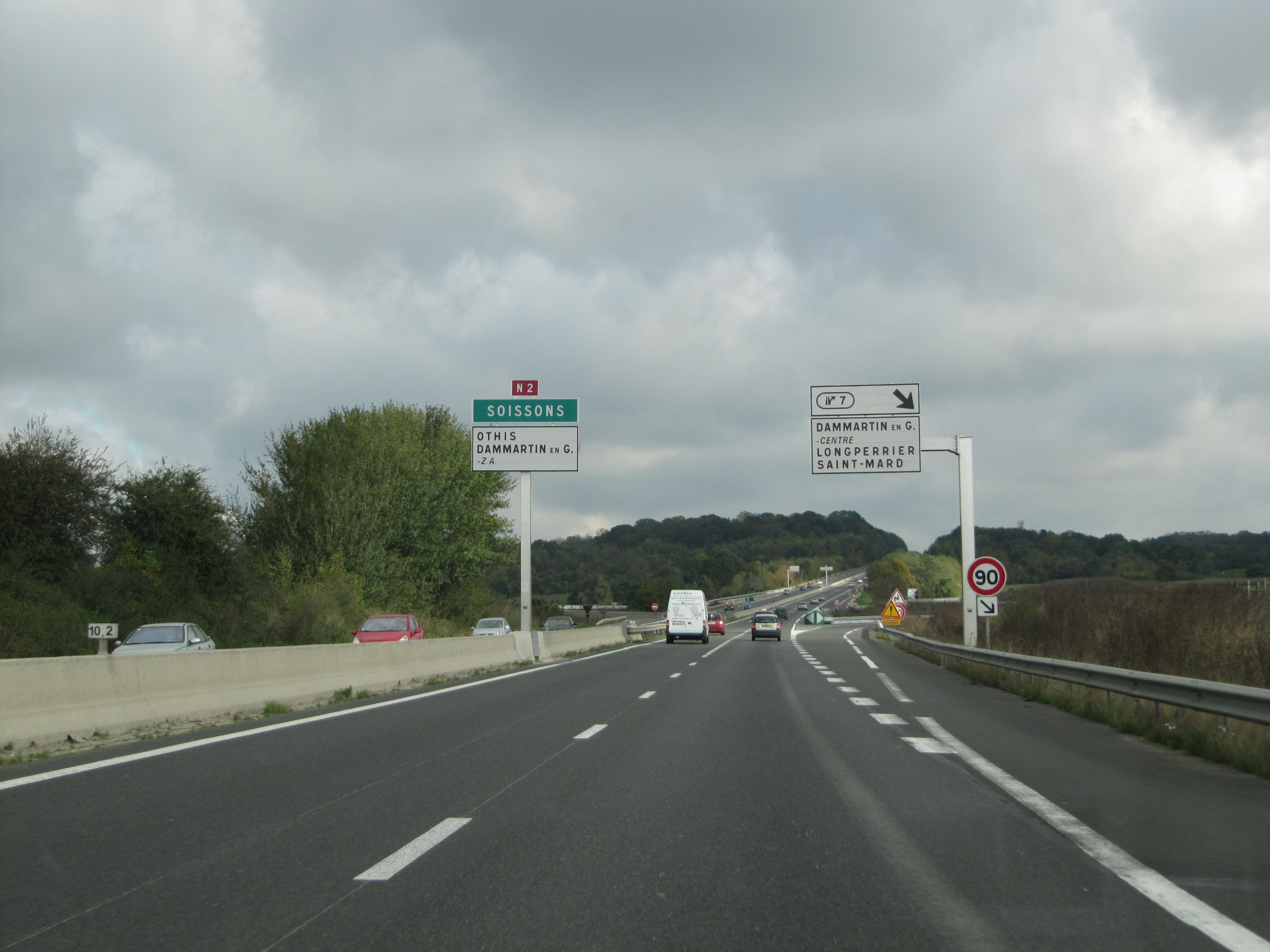
De N2 ten oosten van Parijs in de richting Soissons

De weg is zeer afwisselend in zowel vorm als omgeving. De omgeving bestaat uit bossen, landbouwgebieden en heuvels. Stukken buitenweg (90 km/h), autoweg (2x2 rijstroken, 110 km/h) en dorpspassages (50 km/h) wisselen elkaar af. De stukken autoweg (Frans: Voie express) zijn verbeterde delen van de weg of nieuwe ringwegen rond middelgrote plaatsen. Deze hebben de reistijd over deze route aanzienlijk verkort.

## Geschiedenis
In 1811 liet Napoleon Bonaparte de Route impériale 2 aanleggen van Parijs naar Amsterdam. In 1815 werden Nederland en België onafhankelijk van Frankrijk door het Congres van Wenen. In 1824 kwam de huidige N2 tot stand vanaf de Porte de la Villette in Parijs. Eerst als Route royale 2 en later als Route nationale 2. Op haar hoogtepunt was de weg 225 kilometer lang.
In 1973 werd de route van de N2 gewijzigd door de aanleg van de Luchthaven Parijs-Charles de Gaulle. Bij de aanleg van de luchthaven werden stukken van de route opgebroken. Sindsdien loopt de weg via Aulnay-sous-Bois. De oude route van de N2 kreeg andere wegnummers. Tussen Le Bourget en Gonesse werd de weg omgenummerd tot N17, tussen Gonesse en de Luchthaven Parijs-Charles de Gaulle werd de weg overgedragen aan het departement Val-d'Oise en kreeg ze het nummer D902. Tussen Le Mesnil-Amelot en Dammartin-en-Goële werd de weg overgedragen aan het departement Seine-et-Marne en kreeg het nummer D401.

### Declassificaties
In tegenstelling tot andere routes nationales nam het belang van de N2 niet af door de aanleg van parallelle autosnelwegen. Daarom is het grootste deel van de weg nog als N2 genummerd. Alleen het uiteinde bij Parijs is in 2006 overgedragen aan het departement Seine-Saint-Denis. Vooralsnog heet deze weg RNIL 2.
N1 · N2 · N3 · N4 · N5 · N6 · N7 · N9 · N10 · N11 · N12 · N13 · N14 · N15 · N17 · N19 · N19J · N20 · N21 · N22 · N24 · N25 · N27 · N28 · N31 · N33 · N34 · N36 · N37 · N41 · N42 · N43 · N44 · N47 · N49 · N51 · N52 · N57 · N58 · N59 · N61 · N61A · N65 · N66 · N67 · N70 · N77 · N79 · N80 · N82 · N83 · N85 · N86 · N87 · N88 · N89 · N90 · N94 · N98 · N100 · N102 · N104 · N105 · N106 · N109 · N112 · N113 · N116 · N118 · N118A · N118B · N122 · N123 · N124 · N125 · N126 · N129 · N134 · N135 · N136 · N137 · N138 · N141 · N142 · N145 · N147 · N149 · N150 · N151 · N154 · N157 · N158 · N159 · N162 · N164 · N165 · N166 · N171 · N174 · N175 · N176 · N182 · N184 · N186 · N186A · N186B · N188 · N191 · N192 · N201 · N202 · N205 · N209 · N216 · N221 · N224 · N225 · N227 · N230 · N237 · N244 · N248 · N249 · N250 · N254 · N265 · N274 · N282 · N296 · N301 · N303 · N306 · N314 · N315 · N316 · N320 · N324 · N330 · N337 · N338 · N346 · N353 · N356 · N363 · N385 · N388 · N401 · N406 · N410 · N416 · N425 · N431 · N440 · N441 · N444 · N446 · N449 · N481 · N486 · N488 · N489 · N520 · N524 · N532 · N537 · N542 · N543 · N568 · N569 · N572 · N580 · N814 · N844 · N1007 · N1012 · N1013 · N1014 · N1019 · N1021 · N1029 · N1031 · N1043 · N1050 · N1075 · N1083 · N1104 · N1113 · N1134 · N1135 · N1141 · N1154 · N1338 · N1547 · N1569 · N2028 · N2043 · N2057 · N2162 · N2249